# Dvory (Karlovy Vary)
Dvory (Meierhöfen) leží tři kilometry jihozápadním směrem od centra a jsou jednou z patnácti částí statutárního města Karlových Varů. Zástavba je jak obytného charakteru, tak i s občanskou vybaveností. Protéká zde Chodovský potok. V úplně západní části území se nachází komplex obchodních center Varyáda, OBI, Shopland, Electro World a další přilehlé objekty soukromého podnikání - areál ZEZAN. V okolí řeky jsou také zahrádkářské kolonie.

## Historie
Místo proslulo roku 1857 tím, že zde Ludwig Moser založil svou první sklárnu. V areálu sklárny Moser je nyní Sklářské muzeum a huť. Rodina Moserových ve Dvorech provozovala také porcelánku, která se zřejmě později stala součástí společnosti rodiny Benediktových. Pokračující firma G. Benedikt Group zde působí dodnes.
Je zde vybudovaná na břehu řeky Ohře dostihová dráha a přilehlé ustájení koní. Střed dráhy na závodišti byl upraven tak aby se zde dal provozovat golf. Vedle areálu závodiště je obchodní centrum Varyáda a parkoviště postavené v letech 2005–2006 kdy zde byly zbourány prostory bývalých kasáren a terén byl navýšen nad záplavovou zónu Ohře o cca 1,5 metru. V roce 2024 se Varyáda o novou část s 3 kinosály, KFC a McDonald's. Rovněž se poblíž závodiště nachází i Krajský úřad Karlovarského kraje. Sídlo bylo vybudováno na místě bývalých kasáren a v okolí se jako využití území plánuje výstavba bytových jednotek,vysokoškolského kampusu nebo vzdělávacího centra. Je zde také základní škola.

## Obyvatelstvo
Při sčítání lidu v roce 1921 byly Dvory rozděleny na část dolní a horní. V Dolních Dvorech žilo 2 270 obyvatel (z toho 1 105 mužů), z nichž bylo 55 Čechoslováků, 2 130 Němců, jeden Žid a 84 cizinců. Převažovali římští katolíci (2 218 osob), ale žilo zde také devatenáct evangelíků, dvanáct židů, třináct příslušníků nezjišťovaných církví a osm lidí bez vyznání. Horní Dvory měly ve stejné době 51 obyvatel (z toho 24 mužů), z nichž byl jeden Čechoslovák, 46 Němců a čtyři cizinci. Kromě čtyř evangelíků se hlásili k římskokatolické církvi. Podle sčítání lidu z roku 1930 tvořily Dvory jedinou část, která měla 3 688 obyvatel: 168 Čechoslováků, 3 393 Němců, čtyři Židy, tři příslušníky jiné národnosti a 120 cizinců. Většina byla římskými katolíky (3 200 osob) a 384 bylo bez vyznání. Evangelíků bylo 69, jedenáct lidí patřilo k církvi československé, sedmnáct k izraelské a sedm k nezjišťovaným církvím.
| Rok            | 1869 | 1880 | 1890 | 1900  | 1910  | 1921  | 1930  | 1950  | 1961  | 1970  | 1980  | 1991  | 2001  | 2011  | 2021  |
| -------------- | ---- | ---- | ---- | ----- | ----- | ----- | ----- | ----- | ----- | ----- | ----- | ----- | ----- | ----- | ----- |
| Počet obyvatel | 124  | 357  | 525  | 1 869 | 2 394 | 2 321 | 3 688 | 3 295 | 3 033 | 2 704 | 2 357 | 2 159 | 2 260 | 2 052 | 1 884 |
| Počet domů     | 17   | 28   | 40   | 81    | 95    | 106   | 198   | 207   | 207   | 222   | 226   | 240   | 267   | 282   | 282   |

## Doprava
Na severu katastru území prochází dálnice D6 a mimoúrovňová křižovatka s přípojkou na Starou Roli a Dvory. Téměř paralelně s dálnicí vede i železniční trať Karlovy Vary – Sokolov se zastávkou Karlovy Vary-Dvory. Do Dvorů jezdí městské autobusové linky č. 1 a 16.